# Analmaye
Analmaye là một vị vua của vương quốc Kush tại Meroe, cai trị vào khoảng năm 542 - 538 TCN.

## Tiểu sử
Không có nhiều thông tin về vị vua Analmaye này. Chỉ biết ông là người kế vị trực tiếp của vua Malonaqen và sau đó được kế vị bởi Amaninatakilebte. Giữa họ không có bất kỳ một mối quan hệ nào.
Analmaye là chủ nhân của ngôi mộ Nu.18 tại Nuri.